# Sommer-Universiade 2019/Tischtennis
Bei der Sommer-Universiade 2019 wurden vom 3. bis 14. Juli 2019 im Palatrincone in Neapel insgesamt sieben Wettbewerbe im Tischtennis ausgetragen. Diese umfassten jeweils ein Einzel für Frauen und Männer sowie Doppelkonkurrenzen für Frauen, Männer und ein Mixed. Zudem wurden zwei Mannschaftswettbewerbe ausgetragen.

## Ergebnisse
|               | Gold                 | Silber                    | Bronze                                                    |
| ------------- | -------------------- | ------------------------- | --------------------------------------------------------- |
| Herren-Einzel | Yu Ziyang            | Zhao Zihao                | Sadi Ismailow Zhu Linfeng                                 |
| Damen-Einzel  | Wang Yidi            | Zhang Rui                 | Fan Siqi Guo Yan                                          |
| Herren-Doppel | Zhao Zihao Yu Ziyang | Zhu Linfeng Kong Lingxuan | Yusuke Sadamatsu Yuma Tsuboi Fumiya Igarashi Asuka Sakai  |
| Damen-Doppel  | Wang Yidi Fan Siqi   | Zhang Rui Guo Yan         | Jana Noskowa Walerija Scherbatich Asuka Sasao Minami Ando |
| Mixed-Doppel  | Wang Yidi Yu Ziyang  | Fan Siqi Zhao Zihao       | Jana Noskowa Sadi Ismailow Su Pei-ling Liao Cheng-ting    |
| Herrenteam    | Volksrepublik China  | Chinesisch Taipeh         | Deutschland Japan                                         |
| Damenteam     | Volksrepublik China  | Japan                     | Russland Frankreich                                       |

## Medaillenspiegel
| Rang | Land                               | Gold | Silber | Bronze | Insgesamt |
| ---- | ---------------------------------- | ---- | ------ | ------ | --------- |
| 1    | Volksrepublik China (CHN)          | 7    | 5      | 3      | 15        |
| 2    | Japan (JPN)                        | 0    | 1      | 4      | 5         |
| 3    | Russland (RUS)                     | 0    | 0      | 4      | 4         |
| 4    | Chinesisch Taipeh (TPE)            | 0    | 1      | 1      | 2         |
| 5    | Deutschland (GER) Frankreich (FRA) | 0 0  | 0 0    | 1 1    | 1 1       |
|      | Insgesamt (6 Länder)               | 7    | 7      | 14     | 28        |